# تحالف عموم الخضر
ائتلاف عموم الخضر، أو قوة عموم الخضر، أو مجموعة عموم الخضر، هو كتلة برلمانية سياسية قومية في تايوان (جمهورية الصين)، يتألف من الحزب الديمقراطي التقدمي (DPP)، وحزب بناء الدولة التايواني (TSP)، والحزب الديمقراطي الاجتماعي (SDP)، وحزب الخضر التايواني، واتحاد التضامن التايواني (TSU). كما أن برنامج حزب القوة الجديدة متقارب جدًا مع جميع أحزاب عموم الخضر الأخرى.